# Keeley O’Hagan
Keeley O’Hagan (* 11. März 1994) ist eine neuseeländische Leichtathletin, die sich auf den Hochsprung spezialisiert hat.

## Sportliche Laufbahn
Erste internationale Erfahrungen sammelte Keeley O’Hagan 2010 bei den Juniorenweltmeisterschaften in Moncton, bei denen sie mit 1,74 m in der Qualifikation ausschied, wie auch bei den Jugendweltmeisterschaften 2011 nahe Lille mit 1,67 m. 2015 nahm sie erstmals an der Sommer-Universiade in Gwangju teil und wurde dort mit übersprungenen 1,75 m Achte. 2019 belegte sie bei den Ozeanienmeisterschaften in Townsville mit 1,81 m Rang vier und belegte anschließend bei den Studentenweltspielen in Neapel mit 1,84 m den fünften Platz. 2021 siegte sie mit 1,76 m beim Christchurch International Track Meet und im Jahr darauf mit 1,80 m beim Sir Graeme Douglas International.
2018 wurde O’Hagan neuseeländische Meisterin im Hochsprung.